# Сан-Себастьян (Алагоас)
Сан-Себастьян (порт. São Sebastião) — муниципалитет в Бразилии, входит в штат Алагоас. Составная часть мезорегиона Сельскохозяйственный район штата Алагоас. Входит в экономико-статистический микрорегион Арапирака.